# 徐岗
徐岗（1972年6月—），江苏苏州人。男，汉族。1995年7月参加工作，1995年1月加入中国共产党。中华人民共和国政治人物、企业家。

## 生平
曾任中天航空工业投资股份有限公司副总经理等职。2014年12月，任共青团天津市委书记。2017年4月，不再担任共青团天津市委书记。2018年，徐氏离开政坛，出任空客中国公司执行长。